# René Lalique

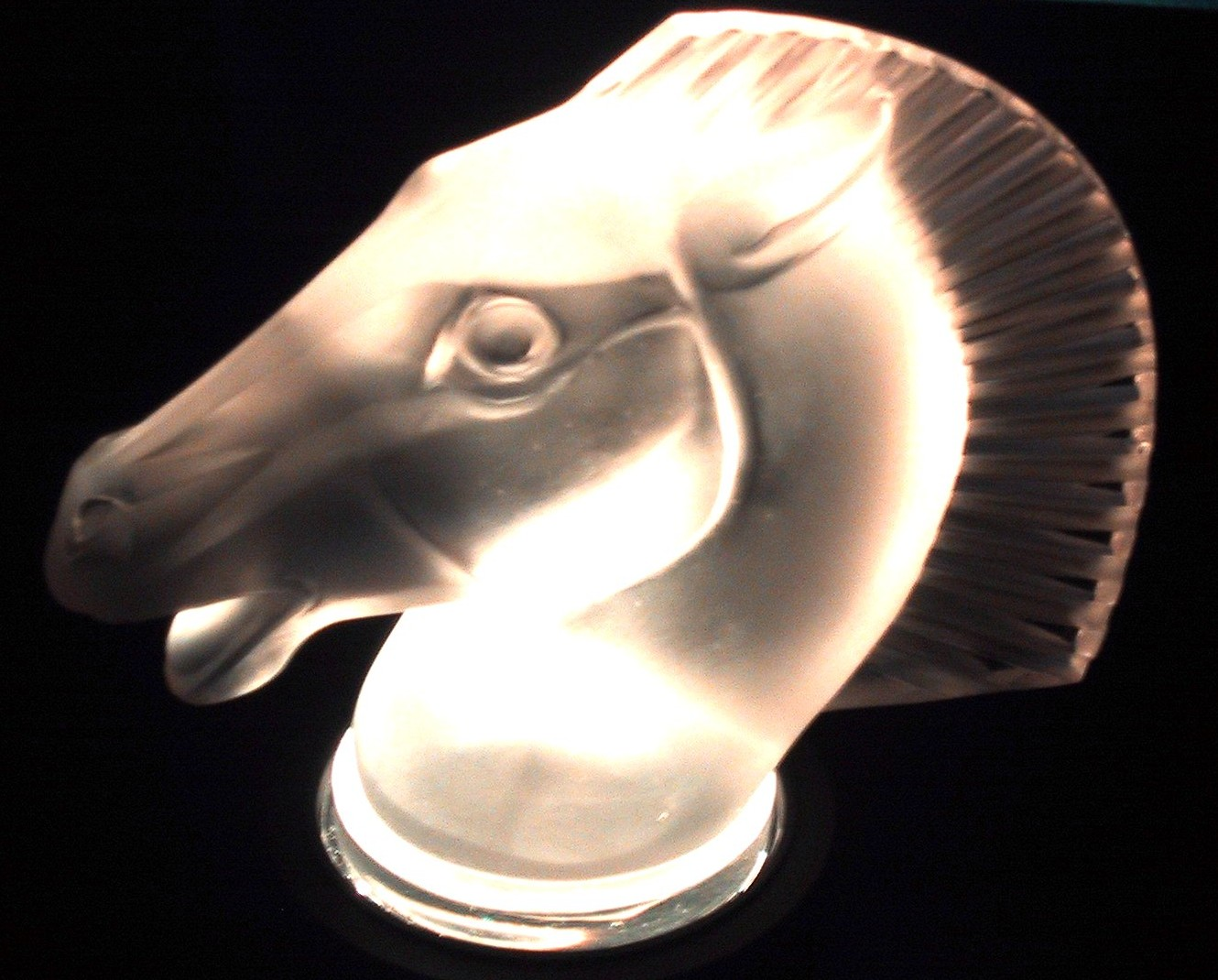
Cavall, per René Lalique.

René Lalique (Ay, Marne, 6 d'abril de 1860 – París, 1 de maig de 1945) fou un orfebre i vidrier francès.
Fou un dels grans renovadors de l'orfebreria i la joieria de les acaballes del segle xix, i un dels principals responsables de la introducció de l'Art Nouveau en aquest art. Or i esmalts foren els seus materials principals, als que donava formes sinuoses femenines, vegetals o d'animals fantàstics. Una magnífica col·lecció d'obres seves es conserva a la fundació Calouste Gulbenkian de Lisboa.
Més endavant se centrà en refinats treballs en vidre, molts dels quals són exemples magnífics de l'Art Déco.